# 大野町立揖東中学校
大野町立揖東中学校（おおのちょうりつ いとうちゅうがっこう）は、岐阜県揖斐郡大野町公郷にある町立中学校。大野町には揖東中学校の他に大野中学校があり、同町の南西部に位置し、川合地区と鶯地区が校区となっている。

## 沿革
- 1947年（昭和22年）4月 - 揖斐郡清水村・西郡村・鶯村・川合村の学校組合を設置。組合立揖東中学校として開校[1]。本校は鶯村立鶯小学校に置かれ、清水村立清水小学校に清水分校、西郡村立西郡小学校に西郡分校、川合村立川合小学校に川合分校を設置。
- 1948年（昭和23年）8月 - 西郡分校が組合立大野中学校に統合される。
- 1949年（昭和24年）8月 - 現在地に校舎（新築）が完成。大野中学校の校舎（旧・東部青年学校の校舎）を移築。清水分校、川合分校を廃止。
- 1959年（昭和34年） - 本巣高校の寄宿舎を移築し、集会室とする。
- 1955年（昭和30年）4月1日 - 揖斐町、北方村、大和村、清水村、小島村が合併し、揖斐川町が発足。同時に鶯村川合村揖斐川町組合立揖東中学校に改称する。
- 1956年（昭和31年）4月1日 - 鶯村が大野町に編入される。同時に大野町川合村揖斐川町学校組合立揖東中学校に改称する。
- 1960年（昭和35年）
  - 1月1日 - 川合村が大野町に編入される。同時に大野町揖斐川町学校組合立揖東中学校に改称する。
  - 4月1日 - 西座倉地区が安八郡神戸町に編入される（経緯は川合村のページ参照）。これに伴い西座倉地区は神戸町立神戸中学校校区に変更。
  - 9月 - 揖斐川町清水地区が揖東中学校から揖斐川町立揖斐川中学校に移る。同時に大野町立揖東中学校に改称する。
- 1962年（昭和37年） - 大野小学校校舎を移築する。
- 1970年（昭和45年）1月18日 - 火災により南舎を焼失。これにより大野中学校への統合も検討されたが、存続となる。
- 1971年（昭和46年）2月 - 校舎（鉄筋コンクリート造）が完成する。
- 1975年（昭和50年） - 体育館が完成する。
- 1978年（昭和53年） - プールが完成する。
- 1984年（昭和59年）2月 - 特別教室が完成する。

## 教育方針
- 教育目標[2]
  - 自立・友愛・気力
- めざす生徒の姿[2]
  - 自分を見つめ、主体的に活動できる生徒
  - 仲間と共に磨き合い、高めあうことができる生徒
  - 心身を鍛え、やり切ることができる生徒

## 通学区域
出典：
- 公郷
- 領家
- 大衣斐
- 小衣斐
- 加納
- 南方
- 五之里
- 郡家
- 上磯
- 下磯
- 本庄
- 下座倉

## 進学前小学校
- 中小学校
- 南小学校

## 義務教育学校への再編計画
- 町内の全小中学校（小学校6校・中学校2校）を統合し、1つの義務教育学校とする計画である。校舎は新設し、2031年の開校の計画である[4]。